# Harro Füllgrabe
Harro Füllgrabe (* 3. Februar 1975 in Aurich) ist ein deutscher Redakteur, Moderator und Reporter.

## Leben und Karriere
Füllgrabe wurde als Sohn von Gerd und Ulrike Füllgrabe geboren. Von 1977 bis 1983 hielt er sich in Buenos Aires auf und besuchte dort für drei Jahre die Hölters Schule. Zurück in Deutschland besuchte er das Gymnasium Ulricianum in Aurich und spielte beim lokalen SpVg Aurich im höherklassigen Amateurfußball. Ab Oktober 1996 studierte er im Diplomstudiengang Sportpublizistik an der Deutschen Sporthochschule Köln und brach das Studium 2006 ohne Abschluss ab. Seit 2002 lebt er mit seiner Frau und seinem Sohn in München.
Seit 1999 war Füllgrabe als Redakteur bei Premiere Deutschland, dem DSF und Ran – Sat.1 Fußball tätig. Zumeist arbeitete er für Champions-League- und Bundesligaübertragungen. Er war auch als Kommentator für LIGA total! tätig und fasste dort Bundesligapartien zusammen. Außerdem ist er in verschiedenen Rubriken der Fernsehsendung Galileo auf dem Sender ProSieben zu sehen. Von Juli 2010 bis Dezember 2012 moderierte er zusammen mit Britt Hagedorn die Sat.1-Show Mein Mann kann.
Im Jahr 2013 begann Füllgrabe auch für Internetprojekte zu arbeiten. So war er, neben Annika Zimmermann, Moderator der Sendung GO!Brasil – Die Hyundai Webshow vom Internetportal Spox.com. Dort drehte sich alles um die bevorstehende Fußball-Weltmeisterschaft 2014. Im Frühjahr 2016 moderierte er die Sendung Off Limits auf ProSieben Maxx.

## Fernsehtätigkeit
- 1999: freier Sportredakteur und Kommentator bei Ran – Sat.1 Fußball
- 2002: Sportredakteur bei der Fußball-Weltmeisterschaft 2002
- 2003: Sportmoderator im Frühstücksfernsehen von Sat.1
- 2003: Eventmoderator bei der „Coca-Cola Fan Tour“
- 2003: Quizmoderator bei 9Live (Juli–Oktober)
- 2006: Sportredakteur/Reporter der Fußball-Weltmeisterschaft 2006
- seit 2006: Extrem-Reporter bei Galileo für die Rubriken „XXL“; „Extrem“; „Fake Check“
- seit 2007: Extrem-Reporter bei Galileo für die Rubrik „Mission Wissen weltweit“
- seit 2009: Moderator ProSieben Spezial – Wissen Weltweit
- 2010–2012: Co.-Moderator der Sendung Mein Mann kann
- 2011: Moderator Die große Disney-Quizshow in Sat.1
- 2013–2014: Moderator von GO!Brasil – Die Hyundai Webshow auf Spox.com
- 2016: Off Limits auf ProSieben Maxx
- 2019 und 2021: Gastauftritte bei Joko & Klaas gegen ProSieben